# Дальни-Ляс
Дальни-Ляс (пол. Dalny Las) — село в Польщі, у гміні Пласька Августівського повіту Підляського воєводства.
Населення — 191 особа (2011).
У 1975-1998 роках село належало до Сувальського воєводства.

## Демографія
Демографічна структура станом на 31 березня 2011 року:
|          | Загалом | Допрацездатний вік | Працездатний вік | Постпрацездатний вік |
| -------- | ------- | ------------------ | ---------------- | -------------------- |
| Чоловіки | 106     | 18                 | 78               | 10                   |
| Жінки    | 85      | 15                 | 49               | 21                   |
| Разом    | 191     | 33                 | 127              | 31                   |